# Палладино, Эвсапия
Эвсапия Палладино (итал. Eusapia Palladino, настоящее имя — Eusapia Raphael Delgaiz, 21 января 1854 года в Минервино-Мурдже, провинция Бари, — 1918) — медиум эпохи расцвета спиритуализма из Неаполя, Италия, чей феномен исследовали ученые и энтузиасты ранней парапсихологии в течение почти сорока лет. Личность странная и неоднозначная, Палладино часто уличалась в мошенничестве, но вместе с тем демонстрировала на глазах у скептически настроенных наблюдателей, использовавших жёсткие методы контроля, необъяснимые явления, реальность которых никто из очевидцев не подвергал сомнению. Именно благодаря шумной известности Палладино явление спиритической материализации оказалось в центре внимания серьёзных исследователей, в числе которых были Ч. Ломброзо, Э. Морселли, Ш. Рише, К. Фламмарион, Х. Каррингтон, Пьер и Мария Кюри и другие.

## Биография
Эвсапия Палладино родилась 21 января 1854 года. Её мать умерла при родах, отец погиб в 1866 году. Очень скоро окружающие стали замечать, что в присутствии девочки происходят необъяснимые явления; раздаются, например, стуки в деревянной мебели каждый раз, когда она к ней прикасается. Сама Эвсапия то и дело утверждала, что видит по ночам перед собой чьи-то глаза и часто просыпается оттого, что невидимые руки срывают её постельное белье.
Вскоре после того, как девочка осиротела, её взяла к себе в качестве служанки богатая неаполитанская семья, члены которой очень скоро поняли, что перед ними необычный ребенок. Первым медиумистские способности выявил в ней синьор Дамиани, известный в Италии исследователь паранормальных явлений. Знакомство его с Эвсапией произошло при загадочных обстоятельствах. Синьора Дамиани, его жена, побывала на спиритическом сеансе в Лондоне, где известная в спиритических кругах того времени сущность по имени «Джон Кинг» (утверждавшая, будто бы он — дух пирата Генри Морган), сообщил присутствующим, что в Неаполе появилась девочка-медиум, его реинкарнированная дочь, и продиктовал адрес дома, где она живёт. В 1872 году Дамиани отправился по этому адресу и в указанном доме нашёл Эвсапию Палладино, о существовании которой до этого не слыхал.

### Начало медиумистской деятельности
Под наблюдением Дамиани девочка начала стремительно развивать свои способности. Первые пять или шесть лет своей деятельности она посвятила так называемому «бесконтактному медиумизму». Затем на её сеансах стали появляться призрачные руки и недооформленные фигуры. Её «духом-наставником» был всё тот же Джон Кинг: как правило, он общался с присутствующими посредством стуков, но иногда переходил на итальянский язык. Палладино каждый раз заранее знала, что именно будет происходить на сеансе, и предупреждала об этом присутствующих. Наблюдатели отмечали, что материализуя объект, она, судя по всему, испытывала страдания: билась в конвульсиях и отчаянно жестикулировала. Характерной особенностью сеансов Палладино была необходимость сочувствия со стороны гостей, их желания с ней сотрудничать. Каким-то образом в происходящем использовалась их коллективная мысль и воля.

### Начало научных исследований
Первым представителем научного сообщества, во всеуслышание объявившим о том, что Палладино демонстрирует подлинный спиритический феномен, был Эрколе Киайа. 9 августа 1888 года он в открытом письме пригласил Ломброзо пронаблюдать Палладино. Киайа писал:
Речь идет о женщине-инвалиде, принадлежащей низшему общественному классу. Ей около тридцати лет и она совершенно невежественна; внешность её ничем не примечательная и сама она не обладает силой, которую криминологи называют „очаровывающей“. Но при желании она способна как днем, так и в ночное время в течение часа развлекать группу любопытствующих совершенно невероятными явлениями. Привязанная ли к стулу или удерживаемая руками, она привлекает к себе предметы мебели, окружающие её, поднимает их в воздух, заставляет их висеть в воздухе подобно гробу Магомета и затем опускаться волнообразными движениями, так, словно они повинуются её воле. Она меняет их расположение по высоте как вздумается, заставляет раздаваться в стенах, в потолке, полу стуки — самых изощрённых ритмов и рисунков. В ответ на просьбы гостей нечто похожее на электрические разряды исходит от её тела… 
Учёный описал также всевозможные примеры медиумизма Палладино: в сосуде с жидкой глиной появлялись отпечатки ладоней и даже изображение лица, медиум поднималась в воздух (при том, что её пытались удерживать руками), играла на музыкальных инструментах и увеличивала собственный рост более чем на четыре дюйма.
Она как индийская резиновая кукла, как автомат нового типа: она принимает странные формы. Сколько у неё рук и ног? Мы не знаем. Пока зрители, не веря глазам своим, держали её за руки и ноги, мы видели, как появлялись дополнительные конечности, непонятно откуда. Её туфли не могли бы вместить эти чудовищные ступни. Это невольно наводит на мысль о вмешательстве некой таинственной силы.

### Участие Ломброзо
В феврале 1891 года профессор Чезаре Ломброзо посетил два сеанса Палладино в Неаполе, после которых написал: «Со смятением и стыдом вспоминаю я, что столь упорно отрицал возможность существования явлений, называемых спиритическими». В своем отчете, опубликованном в Annales des Sciences Psychiques (1892), Ломброзо не только признал реальность наблюдавшегося феномена, но и описал многочисленные случаи, когда чудеса в комнате происходили, пока он сам крепко держал руки и ноги медиума. Его убеждённость привела к тому, что множество европейских учёных приступили к исследованиям, и Эвсапии Палладино в течение многих лет пришлось принимать участие в многочисленных экспериментах.
Пользуясь аналогией с гипнотизмом, Ломброзо сформулировал собственную теорию происходящего, согласно которой — подобно изменению ощущений в обычном трансе, — в трансе медиумическом меняются физические характеристики человека.

### Личные качества и странности характера
Много лет спустя в книге «After Death — What?» (1909) он обнародовал некоторые детали, касавшиеся личных качеств своей подопечной. Ломброзо писал, что культура Палладино — на уровне самой неразвитой крестьянки, но при этом «…она обладает чутьем и своеобразным интеллектом, который позволяет ей мгновенно распознавать великих людей в числе тех, кто знакомятся с ней и относиться к каждому исключительно исходя из своей оценки личных качеств человека, без всякой оглядки на ложный авторитет или состоятельность». Отмечая простодушие и наивность этой женщины, он признавал, что временами она демонстрировала хитрость, граничившую с лживостью. Выяснилось, что «она обладает необычайно острой визуальной памятью, запоминая, например, в точности пять различных текстов, показанные ей в течение трех секунд. Она способна очень быстро, особенно с закрытыми глазами, не только в точности воссоздавать облик людей, которых видела мельком, но и давать им по этим впечатлениям точные личностные характеристики».

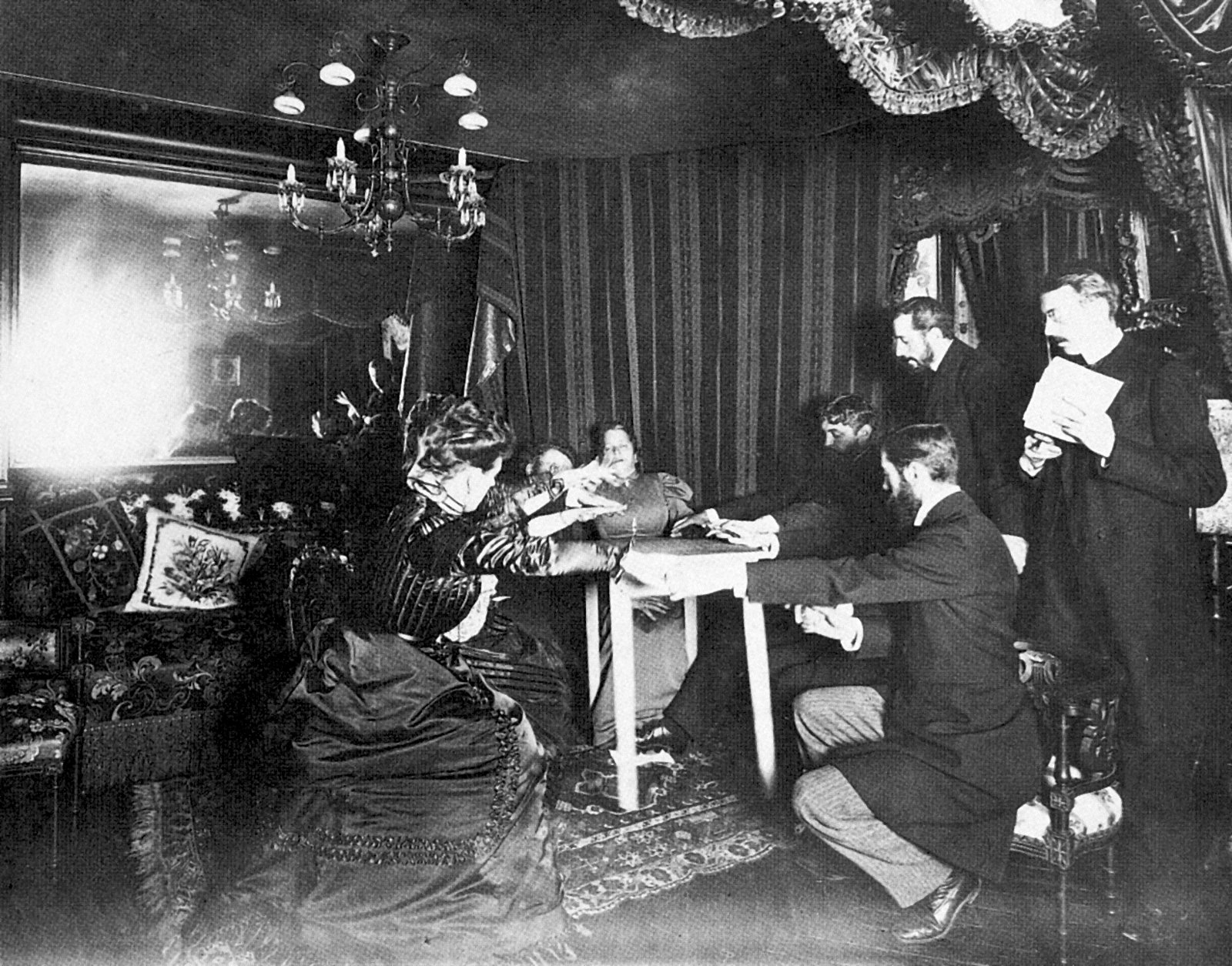
Левитация стола на сеансе Э. Палладино. 1893 год

Ломброзо отмечал в её характере и странности, граничившие с истеричностью, а подчас и почти сумасшествием. Палладино страдала мгновенными перепадами настроения, очень необычными фобиями (она, например, до ужаса боялась запачкать руки) и почти детской склонностью к мечтательности. Она испытывала галлюцинации, причем видела своё собственное «привидение», приходила в ярость, особенно, когда подвергалась критике и набрасывалась на недругов с кулаками. Эти недостатки странным образом уживались в ней «с необычайно сердечной добротой, щедростью по отношению к бедным и стремлением облегчить беды других людей или даже животных, с которыми обращаются жестоко».
Артур Леви в своем отчете о сеансе в доме Камиля Фламмариона в 1898 году писал об Эвсапии Палладино: «Две вещи обращают на себя внимание: её большие глаза, пылающие странным огнём… напоминающие лаву Везувия. Другая странность — её рот странных контуров. Никогда не понятно, выражает ли её лицо интерес, страдание или насмешку».
Ломброзо, тщательно изучивший Палладино, не мог не признать и её склонности к жульничеству. Она то и дело высвобождала руки, время от времени пыталась поднимать коленями столы. Видели, как она собирает в саду цветы, которые потом якобы материализует на сеансах. Аналогичные выводы сделал и Энрико Морзелли. Оба исследователя, однако, утверждали, что при этом Палладино демонстрировала и истинные явления, в реальности которых у присутствующих не возникало сомнений.
Вот как описывал профессор Морзелли происшедшее после того, как Палладино в трансе попыталась высвободить руку и протянула её к трубе, лежавшей на столе:
…В тот момент, когда контроль был особенно тщательным, труба вдруг взлетела со стола и исчезла в „шкафу“, пролетев между медиумом и наблюдателями. Очевидно, медиум пыталась сделать своей рукой то, что потом осуществила медиумическим путём. Невозможно предположить, что это была попытка грубого надувательства. Нет сомнения в том, что медиум не прикасалась к трубе — она не могла этого сделать. Но даже если бы и смогла, у неё всё равно не было возможности поместить трубу в шкаф, который находился за её спиной».
За опытами Ломброзо в 1891 году последовали работы Миланской комиссии в 1892 году, в состав которой входили директор Миланской обсерватории профессор Скиапарелли, профессор физики Джероза, доктор натурфилософии Эрмакора государственный советник российского императора А. Н. Аксаков, Карл дю Прель, доктор философии из Мюнхена, и профессор Шарль Рише из парижского университета. Было проведено семнадцать заседаний.
Затем она приехала в Варшаву по приглашению Юлиана Охоровича. В кабинет для спиритических сеансов допускались любые измерительные приборы, доктора осматривали Эвсапию перед каждым сеансом, а еще туда был приглашен фокусник Владислав Рыбка (Władysław Rybka), чтобы он мог при желании обнаружить и разоблачить любые трюки. Как бы ни старался Юлиан провести чистые эксперименты, проблемы начались незамедлительно. Эвсапия всегда требовала выключать яркий свет и оставлять помещение затемненным, часто требовала удалить неугодных ей людей из кабинета и наотрез отказывалась двигать силой мысли отдаленные предметы, а передвигала только близко расположенные к ней. Конечно же, это дало повод для обвинений в грязных трюках, использовании физического воздействия, тонких нитей и т.д.
Многие исследователи оставили отчеты, в которых описывали бесчисленные случаи появления призрачных рук, которые прикасались к ним при полном освещении, а также полёты стола по комнате. В 1894 году Палладино в Париже, Бордо и Монфоре наблюдали профессор Рише, сэр Оливер Лодж и Фредерик Мейерс. «Каковы бы ни были объяснения всего происходившего, я вынужден признать истинность увиденного», — писал Лодж.
В числе тех, кто участвовал в дальнейших исследованиях, были профессор Сиджвик, доктор Ричард Ходсон, Фламмарион, Шарль Рише, Викторьен Сарду, Жюль Кларети, Адольф Биссон, профессора Порро, Морселли, Боццано, Венцано, Ломброзо, Вассало и другие.

### Участие ОПИ
После того, как Лодж выступил с отчетом о своих наблюдениях на заседании ОПИ, сэр Уильям Крукс заметил, что описываемые явления очень походили на то, что происходило в присутствии Д. Д. Хьюма. Доклад Лоджа подвергся критике со стороны доктора Ричарда Ходсона. В августе — сентябре 1895 года последний сам провел серию наблюдений в Кембридже, и последняя оказалась крайне неудачной. Впрочем, противники Ходсона утверждали, что всему виной методика контроля, применявшаяся кембриджскими экспериментаторами. Так или иначе, в редакционном комментарии журнала Общества психических исследований (Journal of the Society for Psychical Research), опубликовавшего отчёт сэра Оливера, говорилось о том, что само по себе появление «духовных» рук рядом с телом медиума «…есть обстоятельство prima facie, наводящее на мысль о жульничестве». После этого ОПИ решило прекратить с Палладино все контакты.

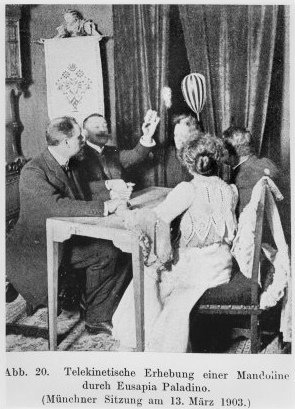
Эвсапия Палладино и летающая мандолина.

Позже доктор Хиуорд Каррингтон отмечал, что кембриджские наблюдатели не имели ни малейшего представления о так называемой «эктоплазматической конечности» — явлении, отмеченном у Слэйда и других медиумов. «Все возражения… можно опровергнуть, если предположить, что Эвзапия на время материализует „третью руку“, втягивая её в себя после того, как произойдёт то или иное явление», — писал Каррингтон. Это предположение подтверждалось многими последующими наблюдениями. В 1894 году сэр Оливер Лодж увидел нечто, что он назвал «появлением дополнительных конечностей», соединённых с телом Эвзапии или находящихся очень близко к нему.
Позже профессор Боттацци так описывал происходившее на одном из сеансов:
...Рука опустилась на моё правое предплечье, не сжимая его. На этот раз я не только прикоснулся к ней, но к тому же мог отчётливо увидеть человеческую руку естественного телесного цвета, я ощупал пальцы и тыльную сторону тёплой и шершавой ладони. Потом рука растворилась (что я и видел собственными глазами) в теле мадам Палладино, она втянулась туда, описав при этом кривую линию. Признаюсь, я начал подозревать, что не уследил за тем, как освободилась левая рука Эвзапии. Однако по всему выходило, что эти сомнения беспочвенны, потому что наши руки продолжали соприкасаться, как и прежде…
В июле 1907 года профессор Галеотти увидел нечто, названное им «раздвоением левой руки медиума». Одна из них располагалась на столе, и её касался Боттацци, другая, словно бы выходя из плеча, касалась другой руки и в ней растворялась. Подобные сообщения повторялись раз за разом.
В 1905—1907 годах за исследование взялся Парижский институт психологии (в числе наблюдателей были Пьер и Мария Кюри). В ходе 43 заседаний наблюдались как реальные необъяснимые явления, который медиум не могла бы при всём желании сфальсифицировать, так и явные попытки обмана с её стороны.
В 1908 году Общество психических исследований решило вернуться к исследованию Палладино, пригласив к участию троих закоренелых скептиков. Это были практикующий маг-иллюзионист У. У. Багалли, Иврард Филдинг (почётный секретарь Общества, поднаторевший в разоблачении медиумов-шарлатанов) и доктор Херевард Каррингтон, не раз писавший, что за все время работы на спиритических сеансах ни разу не встречал реального медиумизма. В ноябре — декабре комиссия провела 11 сеансов в гостиничном номере отеля Виктория в Неаполе. ОПИ, надеявшееся таким образом раз и навсегда разоблачить медиума, добилась результатов прямо противоположных.
После того, как комиссия опубликовала отчет о проведенной работе в 59-м выпуске Proceedings of the Society for Psychical Research, даже закоренелый противник спиритуализма Фрэнк Подмор вынужден был признать: «Здесь, возможно впервые в истории современного спиритуализма, мы видим факты, изложенные перед нами во всей своей полноте. Каждый, кто ознакомится с отчётом комиссии, согласится с тем, что от всего этого трудно отмахнуться, как от обычного жульничества». Полный отчет об этой продолжительной серии опытов был приведен в книге Х. Каррингтона «Феномен Эвзапии Палладино».

### Поездка в Америку
В 1910 году Палладино прибыла в США. К этому времени её медиумистские способности явно пришли в упадок, и сообщений о явных попытках жульничества с её стороны было множество. Но по-прежнему появлялись сообщения и об истинных материализациях. Свидетелем одного такого явления стал, в частности, известный иллюзионист Ховард Терстон, которого приглашали на сеансы исключительно с разоблачительной целью. Здесь же, в Америке, один из репортёров без обиняков поинтересовался у неё, не уличали ли её когда-либо в мошенничестве. «Среди тех, кто собирается вокруг стола, всегда найдутся люди, которые только и ждут подвоха, — они просто хотят этого. Вот, я впадаю в транс. Ничего не происходит. Зрители начинают терять терпение. Они жаждут чудес во что бы то ни стало. Их рассудок настроен на это заранее, и я чисто бессознательно подчиняюсь им. Подобное происходит не часто. Но именно такие люди принуждают меня своей волей к подобным поступкам», — отвечала она.
В 1918 году Эвсапия Палладино скончалась; будучи неграмотной, она так и не узнала о спорах, которые в течение сорока лет велись вокруг неё в прессе и научном сообществе. «Феномен Палладино, несомненно, весьма своеобразен, но можно со всей определённостью сказать, что до неё в истории спиритизма не было более могущественного медиума, — писал А. Конан Дойль. — И хотя именно она порой попадалась на явном надувательстве, тем не менее нельзя пренебрегать реально достигнутыми положительными результатами».

## В литературе
- Феномен Палладино упоминается в романе Хулио Кортасара Игра в классики.[источник не указан 4583 дня]